# Boreus lokayi
Boreus lokayi is een schorpioenvlieg uit de familie van de sneeuwvlooien (Boreidae). De wetenschappelijke naam van de soort is voor het eerst geldig gepubliceerd door Klapálek in 1901.
De soort komt voor in Roemenië.